# Kosmos 37
Kosmos 37 – radziecki satelita rozpoznawczy; statek typu Zenit-2 (należący do programu Zenit), którego konstrukcja została oparta na załogowych kapsułach Wostok. Misja częściowo udana. Przerwa w filmie kamery SA-10. Kapsuła z negatywami opadła na terytorium ZSRR po 8 dniach.